# USS Daniel A. Joy (DE-585)
USS Daniel A. Joy (DE-585) là một tàu hộ tống khu trục lớp Rudderow từng phục vụ cùng Hải quân Hoa Kỳ trong Chiến tranh Thế giới thứ hai. Nó là chiếc tàu chiến duy nhất của Hải quân Hoa Kỳ được đặt cái tên này, theo tên hạ sĩ quan trợ y Daniel Albert Joy (1918-1942), người từng tham chiến tại Guadalcanal thuộc quần đảo Solomon, đã tử trận vào ngày 5 tháng 10, 1942 khi cứu thương binh ra khỏi tuyến đầu mặt trận và được truy tặng Huân chương Chữ thập Hải quân. Nó đã phục vụ cho đến khi chiến tranh kết thúc, xuất biên chế năm 1949, nhưng được huy động trở lại ngay trong năm đó để tiếp tục phục vụ cho đến năm 1965. Con tàu cuối cùng bị bán để tháo dỡ vào năm 1966. Daniel A. Joy được tặng thưởng hai Ngôi sao Chiến trận do thành tích phục vụ trong Thế Chiến II.

## Thiết kế và chế tạo
Lớp Rudderow có thiết kế hầu như tương tự với lớp Buckley trước đó; vì giữ lại kiểu động cơ turbine-điện General Electric, cung cấp điện năng cho mô-tơ điện để dẫn động hai trục chân vịt. Lớp này còn được gọi là kiểu TEV, do hệ thống động lực Turbo-Electric và cỡ pháo 5-inch (V).
Dàn pháo chính được nâng cấp lên hai khẩu pháo 5 inch (130 mm)/38 cal trên hai tháp pháo nòng đơn, được phân bố một phía trước mũi và một phía sau tàu. Hỏa lực phòng không được nâng lên hai khẩu đội pháo phòng không Bofors 40 mm nòng đôi và mười pháo phòng không Oerlikon 20 mm. Vũ khí chống ngầm bao gồm một dàn súng cối chống tàu ngầm Hedgehog Mk. 10 (có 24 nòng và mang theo 144 quả đạn); hai đường ray Mk. 9 và tám máy phóng K3 Mk. 6 để thả mìn sâu. Con tàu vẫn giữ lại ba ống phóng ngư lôi Mark 15 21 inch (533 mm), và được trang bị radar SL dò tìm không trung và radar SC/SA dò tìm mặt biển. Thủy thủ đoàn đầy đủ bao gồm 15 sĩ quan và 168 thủy thủ.
Daniel A. Joy được đặt lườn tại Xưởng tàu Bethlehem-Hingham ở Hingham, Massachusetts vào ngày 1 tháng 12, 1943. Nó được hạ thủy vào ngày 15 tháng 1, 1944, được đỡ đầu bởi bà Daniel A. Joy, vợ góa hạ sĩ quan Joy, và nhập biên chế cùng Hải quân Hoa Kỳ vào ngày 28 tháng 4, 1944 dưới quyền chỉ huy của Hạm trưởng, Đại úy Hải quân Frederick E. Lawton.

## Lịch sử hoạt động
Sau khi hoàn tất việc chạy thử máy huấn luyện tại khu vực Bermuda, Daniel A. Joy hộ tống một đoàn tàu vận tải vượt Đại Tây Dương để hướng sang 
Bizerte, Tunisia và quay trở về từ ngày 2 tháng 8 đến ngày 19 tháng 9, 1944. Sau đó nó được chuẩn bị để điều động sang Mặt trận Thái Bình Dương, khởi hành từ Boston, Massachusetts vào ngày 1 tháng 10, và đi đến vịnh Humboldt, Hollandia, New Guinea vào ngày 20 tháng 11. Khởi hành ngay ngày hôm sau, nó hộ tống một đoàn tàu vận tải tăng viện hỗ trợ cho cuộc đổ bộ lên Leyte, Philippines.
Daniel A. Joy tiếp tục phục vụ tuần tra và hộ tống vận tải tại khu vực Philippines cho đến khi chiến tranh chấm dứt. Nó hộ tống các đoàn tàu vận tải đi từ New Guinea và Manus đến Leyte cũng như giữa các đảo tại quần đảo Philippine. Nó hỗ trợ cho các cuộc đổ bộ lên vịnh Lingayen, vịnh Mangarin và Mindoro, rồi từ ngày 23 tháng 4 đến ngày 10 tháng 8, 1945 đã hoạt động tại khu vực vịnh Manila để hộ tống vận tải tại chỗ và tuần tra chống tàu ngầm. Sau khi Nhật Bản chấp nhận đầu hàng vào ngày 15 tháng 8, giúp chấm dứt vĩnh viễn cuộc xung đột, nó thực hiện hai chuyến đi đến Okinawa vận chuyển lực lượng làm nhiệm vụ chiếm đóng. Khi quay trở lại Philippines, nó tuần tra rà phá thủy lôi tại vùng biển Mindoro, và giám sát hoạt động quét mìn trong vịnh Liange.
Khởi hành từ Samar, Philippines vào ngày 1 tháng 12 để quay trở về Hoa Kỳ, Daniel A. Joy về đến San Pedro, California vào ngày 22 tháng 12. Đến ngày 12 tháng 8, 1946, nó được phối thuộc cùng Quân khu Hải quân 12 để hoạt động như một tàu huấn luyện cho Hải quân Dự bị Hoa Kỳ, và lên đường vào ngày hôm sau để đi đến San Francisco, California. Con tàu đã phục vụ trong vai trò này cho đến khi được cho xuất biên chế vào ngày 7 tháng 2, 1949; tuy nhiên không lâu sau đó, nó lại cho tái biên chế trở lại vào ngày 11 tháng 12, 1949.
Rời Xưởng hải quân Mare Island vào ngày 4 tháng 3, 1950, Daniel A. Joy đi đến New Orleans, Louisiana, nơi con tàu được tháo rời chân vịt và hạ thấp cột ăn-ten. Nó được kéo đi qua lối các con sông Mississippi, Illinois và Chicago để đến hồ Michigan, nơi chân vịt và cột ăn-ten được gắn lại. Con tàu phục vụ trong vai trò soái hạm một hải đội sáu tàu huấn luyện trực thuộc Quân khu Hải quân 9, và đảm nhiệm vai trò huấn luyện cho nhân sự Hải quân Dự bị suốt khu vực Ngũ Đại Hồ, đặt cảng nhà tại Chicago, Illinois.
Vào giai đoạn cuộc Khủng hoảng Berlin năm 1961, Daniel A. Joy quay trở lại hoạt động thường trực vào ngày 2 tháng 10, 1961 và chuyển cảng nhà đến Newport, Rhode Island. Đến ngày 1 tháng 8, 1962, nó quay trở lại thành phần huấn luyện dự bị trực thuộc Quân khu Hải quân 9 và chuyển cảng nhà trở lại Chicago, Illinois. Nó được cho xuất biên chế lần sau cùng vào ngày 1 tháng 5, 1965, đồng thời rút tên khỏi danh sách Đăng bạ Hải quân cùng ngày hôm đó. Con tàu được bán cho hãng North American Smelting Corporation tại Wilmington, Delaware để tháo dỡ vào ngày 1 tháng 3, 1966.

## Phần thưởng
Daniel A. Joy được tặng thưởng hai Ngôi sao Chiến trận do thành tích phục vụ trong Thế Chiến II.
|  |  | Bronze star · Bronze star |
|  |  | Bronze star               |

| Huân chương Viễn chinh Hải quân (Cuba)             | Huân chương Chiến dịch Hoa Kỳ        | Huân chương Chiến dịch Châu Á-Thái Bình Dương với 2 Ngôi sao Chiến trận |
| Huân chương Chiến dịch Châu Âu-Châu Phi-Trung Đông | Huân chương Chiến thắng Thế Chiến II | Huân chương Phục vụ Phòng vệ Quốc gia với 1 Ngôi sao Chiến trận         |